# 디아나 로마뇰리
디아나 로마뇰리 타쿠크(이탈리아어: Diana Romagnoli Takouk, 1977년 2월 14일~)는 스위스의 전직 펜싱 선수로 주 종목은 에페이다. 2000년 하계 올림픽에서 여자 에페 단체전 은메달을 획득했으며 세계 선수권 대회에서 은메달 2개를 획득했다.